# 竹脇無我
竹脇 無我（たけわき むが、1944年〈昭和19年〉2月17日 - 2011年〈平成23年〉8月21日）は、日本の俳優。本名同じ。
千葉県我孫子市出身。石原プロモーション、タケワキプロダクション、イザワオフィスに所属した後、アクターズ・セブンに所属していた。

## 来歴・人物
アナウンサー・ニュース映画解説者をしていた竹脇昌作の三男として生まれる。最初は「宇宙」という名前を父からつけられる予定であったが、母の反対で「無我」という名前になった。青山学院中等部・青山学院高等部卒業、青山学院大学法学部卒業。父・昌作の自殺、元ラジオ関東アナウンサーの長兄・竹脇義果の半失明状態、さらには次兄・竹脇真理が脳腫瘍のため18歳で早逝するなどしたために苦しくなっていた一家の経済状況を立て直すべく、1960年に16歳で松竹大船撮影所に専属契約し入社した。
1960年に松竹映画『しかも彼等は行く』で俳優としてデビューする。1965年、『アンコ椿は恋の花』で初主演を果たした。松竹は田村正和とともに無我を看板俳優に据えたいと考えプロモーションしていた。テレビドラマ『姿三四郎』（1970年）、映画『人生劇場』（1972年）で一躍スターとなり、クールな二枚目のイメージを確立させた。特に『人生劇場』では高橋英樹、田宮二郎、渡哲也を抑えて主演を務めている。石原プロモーションに在籍していたことがあったが、1971年に退社している。
1966年10月から1971年4月までTBS系で放送された、若者向け情報番組『ヤング720』では司会を担当（1966年11月から1967年9月）。この当時に知己を得た関口宏、松山英太郎、西郷輝彦とは晩年まで親交があった。
テレビドラマでは森繁久彌や加藤剛との共演が多く、親交が深かった。
時代劇やホームドラマなどで幅広く活躍。美声であったことから女性ファンが非常に多く、知的で優しいイメージが定着して「理想の夫ナンバーワン」と呼ばれた。一方で、外面と内面とのギャップに悩まされ、気の休まらない日々が続いたという。
役者として円熟味が増してきた矢先、友人の松山が食道癌で1991年に死去したショックと、二枚目を演じるストレスなどにより、48歳ごろから自殺の衝動を酒で抑え始め、心療内科での診察を受けてうつ病と診断された。抗うつ剤と眠剤でうつ度が軽くなり、自身も周囲も病状をやや甘く見ていたため、半年の入院後に復帰することをマネージャーと病院に伝えて1度は退院したものの、再び落ち込みが激しくなり、また自殺の衝動を酒で抑える事態となった。糖尿病と高血圧症も併発し、再度入院。その入院が元となり、娘からのサポートや森繁・加藤からの手紙が心の励みとなり、うつ病の治療に専念する。
8年間の闘病生活の末に復帰。食生活も改善して闘病体験を語れるまでになったが、2009年に父と慕っていた森繁が亡くなったことによる精神的ショックで、以後再び落ち込みが激しくなり、食生活の改善を続ける一方で、一度は止めた飲酒と喫煙を再び続けるようになり、うつ病と糖尿病時に併発していた高血圧症の症状が再度現れた。
2011年8月21日、同日未明に自宅内で意識不明の状態で発見され、東京都大田区の東邦大学医療センター大森病院に搬送、集中治療室で入院中と報道された。脳幹出血の症状があり、治療が続けられていたが、同日14時5分、小脳出血により死去した。67歳没。
8月22日、日本基督教団の東京都民教会にて近親者と石井ふく子、長山藍子、関口宏、西郷輝彦、勝呂誉といった故人と親交が深かった芸能関係者らが列席し、密葬が行われた。無我は2012年1月2日から22日までの明治座公演『女たちの忠臣蔵』に出演が決定していた が、その出演は果たせぬものとなった。
死去が報道された2011年8月22日にTBSテレビで再放送されていた『大岡越前・第12部』第22話「鬼を泣かせた大工裁き」の冒頭部分にて追悼テロップが流れた。TBSテレビでは8月23日に追悼企画として、『おやじのヒゲ20・南国沖縄珍道中!ガンコ親爺の目に涙』を、BS-TBSでは8月25日に「竹脇無我さん追悼特別番組『おやじのヒゲ11』」を放送した。
竹脇の死去の報に、加藤剛が追悼メッセージを発表したのをはじめ、関口宏や西郷輝彦、加山雄三、津川雅彦など無我と縁が深かった者たちが追悼のコメントを発した。
10月5日、お別れの会が都内ホテルで行われ、かつての共演者や友人の加藤剛、関口宏、西郷輝彦、いしだあゆみ、長山藍子、石井ふく子、小泉純一郎、土田早苗、あおい輝彦、草笛光子、音無美紀子、中村雅俊、沢田雅美、高橋元太郎ら約300人が出席した。発起人は小泉純一郎元首相、加藤剛ら。葬儀委員長はかつて無我が所属したイザワオフィス社長井澤健。小泉はかつて無我に知人の選挙カーに乗ってもらった縁がある。ドラマ『大岡越前』で親友役（他に「命もいらず名もいらず」「風が燃えた」「関ヶ原」（TBS）に共演）を演じ、公私共に40年間以上、親友関係の加藤が発起人代表として弔辞を述べ「こうして立っていてすら、どうしても君の姿を、人の間に探してしまう。無我ちゃんがいないとはどうしても思えない。今は、待っている電話がもう鳴りません」「オシャレな無我ちゃんらしいラストメッセージ。またいつものように電話を下さい。待っています」と無我が電話魔であったこと、無我の2人の娘の名をつけ苗木から育てた2本の桜の木が死去の2日前に花をつけたエピソードを披露。2012年の明治座公演『女たちの忠臣蔵』で共演予定だった西郷輝彦は「無我ちゃん、一緒に舞台に立ちたかったね」「本当にありがとう」と無我への思いを述べた。
- お別れ会出席者のコメント
  - 加藤剛「一緒に仕事ができてよかったと感謝しています。人生の中で大きな位置をしめる友人でした」「40年以上の付き合いだが、親友役として脇に回してもらったのは私。オフステージは無我ちゃんが主導していた」[15]
  - 西郷輝彦「うつ病を乗り越えて、さあこれからだという時期だったから残念ですね。よく飲んだり、ケンカをしましたよ」「いずれ僕も行くけど、すぐには行けないから、森繁のおじいちゃんや松山英太郎くんとそっちで仲良くしていてください」
  - 草笛光子「甘ったれのところもあって、かわいくて純粋な人。一緒に舞台をやっていて楽しい人でした。相手役がいなくなって寂しい」
  - いしだあゆみ「森繁のおじいちゃんに怒られていますよ、早く来すぎだって」
  - 関口宏「無我っていい名前だな。言わなかったけど。修行僧が到達する世界。生きてるうちは我がたっぷり出ていたが、これで無我になるんじゃないか」[15]

## 家族
1970年に結婚、2人の娘が生まれたが、十数年の別居生活の後、1997年に離婚した。後年には内縁の妻と同居しており、前妻・娘2人・内妻に見守られながら息を引き取った。1970年代後半から1980年代にかけては、十朱幸代、土田早苗を始めとする共演女優との不倫スキャンダルが週刊誌にしばしば報道された。

## 森繁久彌との関係
- 竹脇無我の父・竹脇昌作と森繁久彌はNHKアナウンサー1期の同期生であり、親友同士でもあった。『だいこんの花』で初めて共演して以来、多くの森繁作品に出演している。また、無我は森繁と自殺した自分の父の姿とがだぶることから、彼を「オヤジ」と呼び慕っていた。
- 森繁の葬儀の際には「生きてますからね、心の中では別れられないですよ…もう一度、会いてえ…」と慟哭した[16]。

## その他
- 2001年3月1日放送の『笑っていいとも!』出演時、「うちの事務所の井澤健（イザワオフィス社長）って人は凄い人でね、あの人だけは尊敬できるんですよ」と語り、また、「自分の名前を若い人が半分くらいしか分からない」で落ち込み、終盤の方では「これで、また名前を覚えてもらえる」とテンション高く語った。
- 1995年、当時新日本プロレス（現・ドラディション）所属の藤波辰爾は「プロレスの原点回帰」の理想を掲げ、「無我」という興行を立ち上げた。翌年、みちのくプロレスのザ・グレート・サスケはこれに対抗し、10月、両国国技館で「竹脇」なる興行を行った。当時のサスケはもっともらしい説明をしていたが、当然、竹脇無我に由来する興行名である。
- 一方で本人は、1975年12月12日に東京スポーツが行ったインタビューで、プロレス好きを公言していた。開口一番「昨日プロレス見に行ってねえ、隣の記者が何も知らなかったもんだから、僕が全部解説しちゃったよ」と語り、その後は取材記者とプロレス談義に花を咲かせたという。当時の贔屓レスラーはドリー・ファンク・ジュニアとハーリー・レイスで、その理由は「いやあ、体が大きくて寂しげなレスラーが好きなんです」とのこと[17]。
- アグネス・チャンは日本デビュー以前は無我のファンであったと公言している。日本に来て吹き替えドラマではない生の無我の声を聞き、感動したという。
- 神田正輝ら後輩からは「無我爺」と呼ばれ、慕われていた。
- 『ためしてガッテン』に出演した際、魚の切り方について持論を強く語っていた。
- 田村正和とは松竹の同期で、退社後も親交があり、竹脇が自宅を建てた際は田村の自宅にあった梅の木を竹脇の自宅に移植したというエピソードを、田村が徹子の部屋に出演した際に話した[18]。
- 向田邦子とはTBSの『ヤング720』以降、公私ともに親しくなり、向田の葬儀の際に弔辞を読んだのも無我である。向田邦子全対談の中で、「向田さんは僕のような役者をわかってくれる数少ない一人だった。向田と別れた後も、僕はこの仕事を続けていかなくてはならない。年とった僕も書いてほしかったのに」と語っている。
- 加藤の追悼文によると、京都で撮影中に無我の長女が誕生したが、加藤の宿舎の方が病院に近かったため、父親である無我より先に加藤が病院に駆けつけてしまった[10]。
- 『姿三四郎』や『二人の世界』は香港・中国でも人気を博した。とくに『姿三四郎』は文化大革命終了後の中国においては当時の中国の若者に強い影響を与えた[19]。

## 出演

### 映画

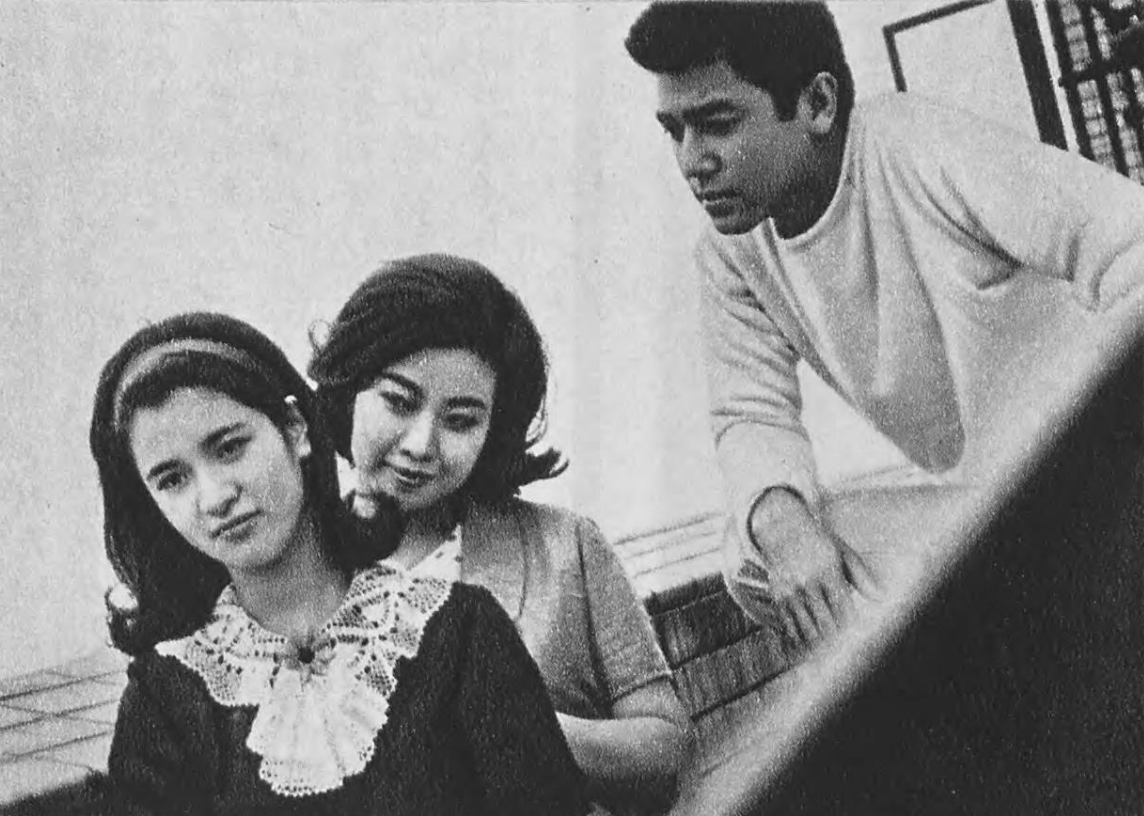
『汐風の中の二人』（1966年）

- しかも彼等は行く（1960年） - 井上梅吉役
- めぐり逢う日まで（1961年） - 横山晃役
- 京子の初恋 八十八夜の月（1962年） - 三島明役
- 千客万来（1962年） - 前川孝一役
- パラキン九ちゃん 申し訳ない野郎たち（1962年） - 工藤役
- 晴子の応援団長（1962年） - 岡部一郎役
- 「可否道」より なんじゃもんじゃ（1963年） - 高畑役
- 男の影（1964年） - 長谷川義夫役
- 乾いた花（1964年） - 歌手役
- 忍法破り 必殺（1964年） - 栗田兵七郎役
- 暗殺（1964年） - 宮川進吾役
- 恋人よ（1964年） - 川村役
- アンコ椿は恋の花（1965年） - 主演・南修一役
- 青雲やくざ（1965年） - 小牧信次役
- おゝ猛妻（1965年） - 山川賢役
- 馬鹿っちょ出船（1965年） - 島田良介役
- 続青雲やくざ 怒りの男（1965年） - 小牧信次役
- サラリーマンの勲章（1965年） - 北中寿夫役
- 呼んでるぜあの風が（1965年） - 川北小六役
- 火の太鼓（1966年） - 与之吉役
- 天下の快男児（1966年） - 小野浜次郎役
- 望郷と掟（1966年） - 留次役
- フォークで行こう 銀嶺は恋してる（1966年） - 亘軍平役
- 日本ゼロ地帯 夜を狙え（1966年） - 衆木直也役
- かあちゃんと11人の子ども（1966年） - 善作役
- 汐風の中の二人（1966年） - 浅海健太役
- 熱い血の男（1966年） - 榊拓次役
- 男の魂（1966年） - 仙波三郎役
- 神火101 殺しの用心棒（1966年、國泰電影、林翠と共演）
- 九ちゃんのでっかい夢（1967年） - 平清彦役
- また逢う日まで 恋人の泉（1967年） - 竹田正敏役
- 若社長大奮戦（1967年） - 丹下次郎役
- 大番頭小番頭（1967年） - 原野正二郎役
- 女の一生（1967年） - 芳吉役
- 若社長レインボー作戦（1967年） - 丹下次郎役
- 爽春（1968年） - 小林一人役
- 虹の中のレモン（1968年） - 前田健役
- 夜明けの二人（1968年） - 沢本明役
- ケメ子の唄（1968年） - 桂次郎役
- 結婚します（1969年） - 北川浩太郎役
- わが恋わが歌（1970年） - 次男健次役
- 夕陽が呼んだ男（1970年） - 相良優一役
- 姿三四郎（1970年） - 姿三四郎役
- 青春大全集（1970年） - 阿部吾郎役
- 人生劇場（1972年） - 青成瓢吉役
- 花と竜（1973年） - 玉井勝則役
- 流れの譜（1974年） - 菅原忠淳役
- 球形の荒野（1975年） - 添田彰一役
- 喜劇 百点満点（1976年） - 病院の医者役
- BIG-1物語 王貞治（1977年） - ナレーター
- 水戸黄門（1978年）加賀藩士 - 石川隼人役
- 小説吉田学校（1983年） - 佐藤栄作役
- 化粧（1984年） - 椎名役
- 姉妹坂（1985年） - 岩城役
- 植村直己物語（1986年） - 石山役
- おれは男だ!完結編（1987年） - 吉川の上司役
- 五重塔（2007年） - 熊谷常光寺 老円上人役
- 次郎長三国志（2008年） - 和田島の太左衛門役
- ふうけもん（2008年製作、2014年公開）※遺作
- 大奥（2010年） - 水野の父役  ※最後の出演

### テレビドラマ
- 絹のドレス（1964年、TBS 近鉄金曜劇場） - 主演
- 東芝日曜劇場（TBS）
  - 第485回「流鏑馬（やぶさめ」（1966年）
  - 第599回「女の顔」（1968年）
  - 第1160回「もう一度海へ行きたかった」（1979年）
  - 第1204回「女と味噌汁・その38」（1980年）
  - 第1214回「しづやしづ」（1980年）
  - 第1265回「思い違い」（1981年）
  - 第1299回「夫婦の想い」（1981年）
  - 第1382回「ああ!長男長女」（1983年）
  - 第1421回「妻の星座」（1984年）
  - 第1433回「牡丹の庭」（1984年）
  - 第1440回「父と子の約束」（1984年）
  - 第1462回「うそつき」（1985年）
  - 第1526回「花嫁」（1986年）
  - 第1545回「女と女房」（1986年）
  - 第1558回「指のほくろ」（1986年）
  - 第1566回「コミュニケーション」（1987年）
  - 第1583回「恋の相手」（1987年）
  - 第1593回「好きです・あたし」（1987年）
  - 第1643回「空き部屋」（1988年）
  - 第1679回「忘れもの」（1989年)
  - 第1702回「手枕さげて」（1989年）
  - 第1755回「隣のひと」（1990年）
  - 第1845回「残り香」（1992年)
- 木下恵介アワー（TBS）
  - おやじ太鼓（1968年） - 神尾光役
  - 3人家族（1968年 - 1969年） - 主演・柴田雄一役
  - 二人の世界（1970年 - 1971年） - 主演・宮島二郎役
- S・Hは恋のイニシァル（1969年、TBS）
- 水戸黄門（TBS・C.A.L）
  - 第1部 第6話「暁を駆ける -藤枝宿-」（1969年9月8日） - 榊原信助役
  - 第6部 第31話「人情潮来節 -潮来-」（1975年10月27日） - 真菰の伊三郎役
  - 第7部 第27話「真実に命をかけて -松本-」（1976年11月22日） - 沢新之丞役
  - 第14部 第23話「決意を秘めた孤独の剣 -高田-」（1984年4月2日） - 真中彦四郎役
  - 第16部 第29話「鬼面に隠れた忠義の心 -盛岡-」（1986年11月10日） - 毛馬内大輔役
  - 第19部 第23話「謎の用心棒 -飯山-」（1990年3月5日） - 三日月京之介役
  - 第20部 第18話「密命帯びた用心棒 -嬉野-」（1991年3月11日） - 流れ星の伊太郎役
  - 第22部 第21話「妻をも騙した武士の真実 -萩-」（1993年10月4日） - 磯貝清十郎役
  - 第23部 第22話「白いお髭の意地比べ -萩-」（1995年1月9日） - 毛利吉就役
  - 第25部 第38話「民を救った男の信念 -二本松-」（1997年9月15日） - 有賀進之介役
  - 第28部 第6話「父子で描く名人芸 -掛川-」（2000年4月17日） - 狩野満安役
  - 1000回記念スペシャル（2003年12月15日） - 島津綱貴役
  - 第42部 第10話「茶壺に追われた御老公 -信楽-」（2010年12月13日） - 多羅尾光忠役 ※最後の出演
- 姿三四郎（1970年、日本テレビ） - 主演・姿三四郎役
- 大岡越前（TBS） - 榊原伊織役（レギュラー。第6部は登場せず。第4部は第20話のみ、第14部は最終回のみ。）
  - 第1部（1970年）～第3部（1972年～1973年）
  - 第4部 第20話「天下を盗る―後編―」（1975年2月17日）
  - 第5部（1978年）
  - 第7部（1983年）～第15部（1998年～1999年）
  - 大岡越前 ナショナル劇場50周年記念特別企画スペシャル（2006年3月20日）
- だいこんの花シリーズ（1970年 - 1974年、NET） - 主演・永山誠役
- 清水次郎長（1971年、フジテレビ） - 主演・清水次郎長役
- 坊っちゃん（1970年、日本テレビ） - 主演
- 大河ドラマ （NHK総合）
  - 国盗り物語（1973年） - 足利義輝役
  - 元禄太平記（1975年） - 柳沢兵庫役
  - 峠の群像（1982年） - 徳川綱吉役
- 長谷川伸シリーズ 第4話「中山七里」（1972年10月25日、NET） - 主演・木場の政吉役
- まごころ（1973年、TBS） - 主演・田沢信一役
- 江戸を斬る 梓右近隠密帳（1973年 - 1974年、TBS） - 主演・梓右近、保科正之役（一人二役）
- 鞍馬天狗（1974年、日本テレビ） - 主演・鞍馬天狗役
- TOKYO DETECTIVE 二人の事件簿（1975年、朝日放送） - 風間署長役（特別出演）
- 座頭市物語 第26話（最終回）「ひとり旅」（1975年、フジテレビ）
- 夢二慕情（1975年、NET ポーラ名作劇場） - 主演・竹久夢二役
- ガラスの森（1975年、TBS 金曜ドラマ） - 主演・浩役
- 嫁だいこん（1976年、フジテレビ） - 主演・信吉役
- どてかぼちゃ（1976年、NET） - 三上刑事役
- 炎のカルテ（1976年、日本テレビ） - 主演
- 新・二人の事件簿 暁に駆ける（1976年、朝日放送） - 風間署長役（特別出演）
- 明治の群像シリーズ（1976年、NHK総合） - ナレーション
- いろはの"い"（1976年、日本テレビ） - 主演・神谷章（コベソ）役
- 新・座頭市 第1シリーズ 第29話（最終回）「終わりなき旅路」（1977年、フジテレビ）
- 華麗なる大泥棒!四丁目の刑事の家の間借人（1977年、日本テレビ） - 立花清役
- 岸辺のアルバム（1977年、TBS 金曜ドラマ） - 北川徹役（特別出演）
- 命もいらず名もいらず（1977年、TBS） - 橋本左内役
- さらば愛-最後の診断-（1977年、日本テレビ） - 新田雄介役
- 見知らぬ客（1978年、NHK大阪）
- 風が燃えた（1978年、TBS） - 桂小五郎役
- 木曜座
  - 華やかな孤独（1978年、TBS）
- 殺人の棋譜（1978年、フジテレビ）
- 火の航跡（1978年、フジテレビ 平岩弓枝ドラマシリーズ） - 耕一郎役
- 愛のトロフィー（1978年、日本テレビ） - 兄　富雄役
- 愛の殺意（1979年、TBS） - 津村章吾役
- 高木彬光シリーズ・検事霧島三郎（1979年、毎日放送） - 主演・霧島三郎役
- 天山先生本日も多忙（1979年、テレビ朝日）
- 祭が終ったとき（1979年、テレビ朝日 月曜劇場《ポーラ名作劇場》） - ゴシップ記者役
- おはなちゃん繁昌記　第1話（1979年、テレビ朝日） - 長谷部新之丞役（特別出演）
- 源氏物語（1980年、TBS 資生堂スペシャル） - 頭中将役
- 歴史の涙（1980年、TBS） - 井田中佐役
- 太陽は沈まず 〜海よ!小さな戦士の歌を聞け〜（1980年、日本テレビ ライオン・スペシャル・ドラマ） - 主人公の父役
- 愛しい女（1980年、日本テレビ 火曜劇場）
- 木曜ゴールデンドラマ（よみうりテレビ）
  - 誘拐からの脱出（1980年、日本テレビ）
  - 海よ愛の軌跡を呼べ 閉ざされた少年の心は甦るか?（1980年） - 主演
- 生きるなり（1980年、日本テレビ） - 竹脇無我本人役
- 幸福（1980年、TBS） - 殿村数夫役
- 風神の門（1980年、NHK総合） - 真田幸村役
- 華やかな死体・赤い花は殺人予告（1980年、テレビ朝日 土曜ワイド劇場）
- 関ヶ原（1981年、TBS） - 細川忠興役
- 消えた鼓動 心臓移植殺人事件（1981年、日本テレビ 火曜サスペンス劇場） - 主演
- 森繁久彌のおやじは熟年（1981年、テレビ朝日）
- 愛の滑走路'81（1981年2月 - 5月、TBS） - 主演・大杉明役
- 天下御免の頑固おやじ　大久保彦左衛門（1982年、TBS） - 徳川家光役
- 戦国の女たち（1982年、フジテレビ） - 浅井長政役
- 遠きに目ありて（1982年、TBS ザ・サスペンス）
- 御用船炎上（1982年、フジテレビ 時代劇スペシャル） - 栄治役
- おにいちゃん（1982年、TBS）
- 愛と炎の砂漠・時の扉（1982年、TBS 日立テレビシティ） - 矢口忍役
- 白き抗争（1983年、NHK総合 土曜ドラマ） - 風間講師役
- 還らざる海（1983年、TBS ザ・サスペンス）
- 栄花物語（1983年、フジテレビ）森繁久弥芸能生活50周年記念特別企画 - 河井保之助役
- 宮本武蔵（1984年 - 1985年、NHK総合） - 柳生宗矩役
- 訃報は午後二時に届く（1984年、テレビ朝日 木曜ドラマ）
- 私を深く埋めて（1984年7月14日、TBS） - 花村周平役
- 離婚テキレイ期（1984年、TBS） - 柏木圭介役
- 森繁久彌シリーズ『おやじのヒゲシリーズ』（1984年 - 1996年、TBS） - 大国昭伍役
- ガンコおやじに敬礼!（1985年、TBS） - 岩倉保役
- 白虎隊（1986年、日本テレビ） - 野村左兵衛役
- 森繁久彌の七人の孫（1987年、TBS）
- 新選組（1987年、テレビ朝日） - 土方歳三役
- 太閤記（1987年、TBS） - 清水宗治役
- 江戸を斬るVII 第16話「陰謀砕く孤独の剣」（1987年、TBS） - 木谷小十郎役
- 田原坂（1987年、日本テレビ） - 坂本龍馬役
- 妻たちの鹿鳴館（1988年、TBS） - 山本権兵衛役
- 華岡青洲の妻（1989年、フジテレビ）
- 刀化粧（1989年、TBS） - 松平伊豆守役
- 翔んでる!平賀源内 第14話「命で償う恩返し」（1989年、TBS） - 杉田玄白役
- 京都サスペンス「霊山の舞扇」（1989年12月、関西テレビ・東映）
- 続続・三匹が斬る!（1990年、テレビ朝日） - 黒田成清役
- 世にも奇妙な物語『昔みたい』（1991年、フジテレビ）
- 遊の人 天下の御意見番大久保彦左衛門（1991年、TBS） - 徳川家光役
- 素浪人無頼旅（1991年、テレビ朝日） - 松平和泉守役
- 源氏物語 上の巻・下の巻（1992年、TBS 橋田壽賀子スペシャル）下の巻（光源氏第2部） - 頭中将役
- 江戸を斬るVIII（1994年、TBS） - 徳川家慶役
- ドラマ新銀河（NHK総合）
  - 妻の恋（1995年） - 村瀬徹役
- 新・星の金貨（2001年、日本テレビ）
- 逃亡（2002年、NHK総合 金曜時代劇） - 黒岩律役
- ゴールデンボウル（2002年、日本テレビ） - 黒田政伸役
- 土曜ワイド劇場「事件10」（2003年、テレビ朝日） - 岩本一馬役
- 高原へいらっしゃい（2003年、TBS）
- 月曜ミステリー劇場「女三人乱れ咲き! 氷川きよし追っかけツアー殺人事件」（2003年、TBS）
- 子連れ狼 第3シリーズ 第9話「決戦前夜!女柳生の必殺剣」（2004年、テレビ朝日／東映） - 望月武兵衛役
- 国盗り物語（2005年、テレビ東京 新春ワイド時代劇） - 荒木村重役
- 夫婦（2006年、テレビ朝日） - 北川雅紀役
- 愛と青春のドラマスペシャル 姿三四郎（2007年12月6日、テレビ東京） - 佐々源一郎役

### その他のテレビ番組
- ヤング720（TBS系） - メイン司会者
- サタデースクランブル（テレビ朝日系） - コメンテイターとして登場していたが途中降板。

### ラジオ番組
- 光と風のアラベスク（エフエム東京）

### CM
- はごろもフーズ「シーチキンお料理番」
- 長崎屋「サンバード」
- 三菱自動車工業「ランサー」 - 1976年のマイナーチェンジ時に起用[20]。
- アリナミン製薬（旧武田薬品工業）「ベンザエース」
- 特定医療法人徳洲会DVD 「巨大病院の挑戦」ナレーター

## ディスコグラフィ

### シングル
1. 青雲涙あり（1965年12月、SAS-635）
  - 作詞：関沢新一 / 作曲：市川昭介
  - 松竹映画「青雲やくざ」主題歌

（c/w 俺の心は星に聞け）
2. 男の魂（1966年5月、SAS-706）
  - 作詞：関沢新一 / 作曲：市川昭介
  - 松竹映画「男の魂」主題歌

（c/w ばかな男の流し唄）
3. 昔はすてろよ（1969年、SONA-86077）
  - 作詞：山上路夫 / 作曲：高見弘 / 編曲：高見弘

（c/w 港でひとり）
4. あの海の果てで（1970年、SONA-86102）
  - 作詞：平岡精二 / 作曲：平岡精二

（c/w 青空に手を上げて）
5. 旅姿三人男（1971年、BS-1398）
  - 作詞：宮本旅人 / 作曲：鈴木哲夫 / 編曲：渡辺岳夫
  - フジテレビ系テレビドラマ「清水次郎長」主題歌

（c/w 任侠清水港）
6. だいこんの花（1972年 / 1977年、FS-1240 / FS-2066）
  - 作詞：山上路夫 / 作曲：冨田勲 / 編曲：川口真
  - テレビ朝日系テレビドラマ「だいこんの花」主題歌

（c/w 「だいこんの花」のテーマ）

### オリジナル・アルバム
1. ねこ その素晴らしき世界（1977年、25AG-240）※ナレーション・アルバム
2. 酔ってブラームス（1979年、PX-7083）

## 著書
- 上島国利監修『凄絶な生還 - うつ病になってよかった』（マキノ出版、2003年）ISBN 4837670156